# 丹尼尔·巴拉沃因
丹尼尔·巴拉沃因（Daniel Balavoine，1952年2月5日—1986年1月14日）是一位法国歌手、作曲家。丹尼尔·巴拉沃因生前的唱片销量超过2000万张。1986年1月14日，丹尼尔·巴拉沃因因直升機空難去世。其墓地位於比亚里茨。